# Danstillstånd

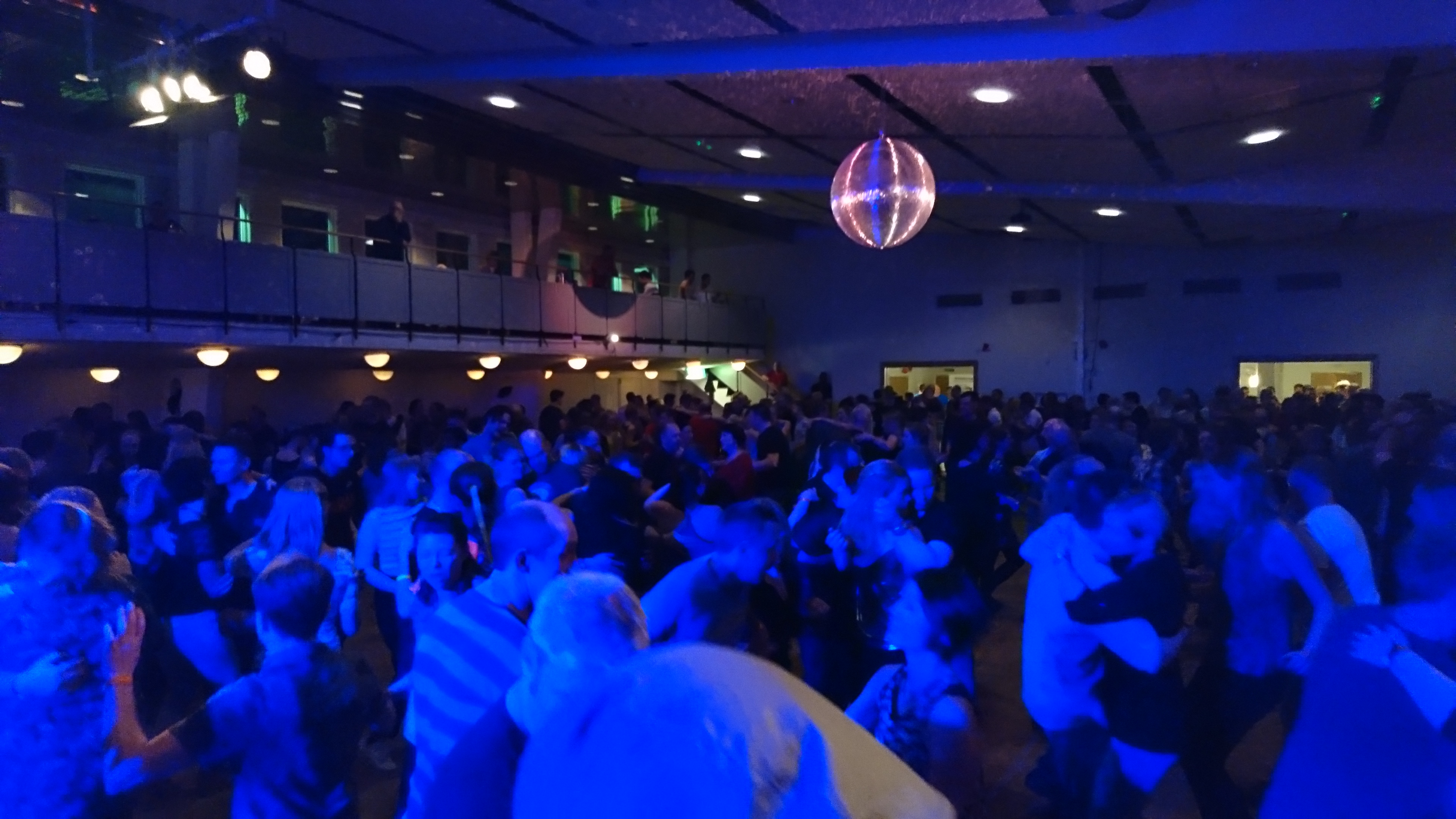
Een vermoedelijk vergund dansfeestje in Härnösand, februari 2017

Een danstillstånd (Dansvergunning ) wordt in Zweden de vergunning genoemd die uit hoofde van artikel 2 paragraaf  4 van verordening (1993:1617) verplicht is om een op een al dan niet publiekelijk toegankelijke plaats te mogen dansen. In Zweden is voor alle publiekelijk toegankelijke bijeenkomsten en evenementen op openbare plaatsen een vergunning vereist. Gelegenheden waar in het publiek kan dansen hebben een vergunning nodig, ook als ze niet op een openbare plaats plaatsvinden. Dit geldt onder andere voor kermissen, braderieën, markten, en Walpurgisnachtfeesten. Als de bijeenkomst kan plaatsvinden zonder de orde en veiligheid of het verkeer in gevaar te brengen, mag de bijeenkomst zonder vergunning worden gehouden. Dansen zonder toestemming wordt soms svartdans  (zwartdansen) of spontandans (spontaan dansen)  genoemd.
De wet heeft ook betrekking op besloten bijeenkomsten die worden georganiseerd binnen bedrijven waarvan de belangrijkste activiteit het organiseren van evenementen zoals hierboven is, en is derhalve ook van toepassing op restaurants en cafés.
Om te mogen dansen moet toestemming gevraagd worden aan de politie, die eisen kan stellen aan zoals de aanwezigheid van beveiligers. De vergunning wordt getoetst op het mogelijke gevaar voor de orde en veiligheid, die dansen en de daarmee samenhangende wijzigingen in bijvoorbeeld gastendichtheid en verlichting kan veroorzaken.
Volgens de milieudienst in Stockholm waren er in 2006 ongeveer 1.100 restaurants in de stad, waarvan er iets minder dan 100 een dansvergunning hadden. Ook voor woonhuizen waar gasten spontaan dansten was een dansvergunning nodig. Als gasten spontaan zonder toestemming dansen, moet dit worden gestopt, bijvoorbeeld door de muziek te onderbreken of door bewakers.

## Geschiedenis
Vereisten voor een dansvergunning zijn sinds 1956 opgenomen in de algemene politieverordening (ordningslagen). De instelling van deze wet kwam voort uit een jarenlange discussie over het toenemend aantal dansfeesten, "immorele" muziek (vooral jazz), alcoholgebruik en ongecontroleerde ontmoetingen tussen jonge mannen en vrouwen, die in het debat Dansbaneeländet werd genoemd.
Tussen 2007 en 2010 is er in het Zweedse parlement jaarlijks een motie ingediend om de dansvergunning af te schaffen.  Tussen 2011 en 2014 zijn er in totaal 20 moties ingediend door leden van alle Zweedse parlementaire partijen, behalve de  sociaaldemocraten en de christendemocraten. In november 2014 probeerde het Zweedse radiostation P3 een debat over de dansvergunning te organiseren, maar slaagde er niet in een voorstander vinden die de dansvergunning wilde verdedigen. De politie heeft echter haar bezorgdheid geuit over verminderde controle over amusementsevenementen. Begin april 2016 keurde de Justitiecommissie echter een motie van de Linkse Partij goed dat de Riksdag zou moeten stellen dat de dansvergunning moet worden afgeschaft. Op 14 april 2016 kwam de kwestie aan de orde op de Riksdag, die vervolgens 14 moties van alle partijen, op de sociaaldemocraten na, goedkeurde om de dansvergunning af te schaffen. Toen de beslissing bekend werd gemaakt, brak er spontaan een dansfeest uit op Mynttorget, een plein in Stockholm.
Op 12 januari 2023 maakte de regering bekend dat ze had besloten de wetgever te verzoeken de dansvergunning af te schaffen op niet-openbare plaatsen. Als het voorstel werkelijkheid wordt, wordt de vergunningplicht vervangen door een meldplicht, wat inhoudt dat degene die een dansvoorstelling organiseert, hiervan aangifte moet doen bij de Politie. Het voorstel is om de wetswijzigingen in werking te laten treden op 1 juli 2023.  In tegenstelling tot een aanvraag voor een vergunning is een melding kosteloos.